# Wilhelm Köhler Verlag
Der Wilhelm Köhler Verlag e. K. ist ein Münchner Theaterverlag. Um die fünftausend Bühnen werden vom Verlag mit Stücken versorgt.
Der Verlag verlegt unter anderem die Werke von Anika Abel, Manfred Bogner, Fred Bosch, Wolfgang Bräutigam, Thomas Brückner, Felix Buchmair, Katharina Daffner, Josef Daser, Andrea Döring, Martin Dornreiter, Manfred Eiglmeier, Sepp Faltermaier, Dieter Fischer, Winfried Frey, Erich Friedl, Waltraud Götz, Siegfried Heinrich, Bernd Helfrich, Heidi Hillreiner, F. L. John, Ralf Kaspari, Andreas Keßner, Jürgen Kirner, Ulla Kling, Gabriele Kusch, Peter Landstorfer, Christian Lex, Werner Linz, Helmut Maier, Tom Mandl, Walter G. Pfaus, Achim Pöschl, Julius Pohl, Josef Rauch, Marianne Santl, Franz Schaurer, Markus Scheble, Alfons Schweiggert, Tobias Siebert, Erfried Smija, Theo Solleder, Bodo Sonten, Thomas Stammberger, Margit Suez, Monika Szabady, Ludwig Thoma, Maximilian Vitus, Reiner Wagner, Ralph Wallner, Maria Warmuth, Oskar Weber, Horst Weinmann, Cornelia Willinger, Elfriede Wipplinger, Dominik Wittmann und Helmut Zöpfl.

## Geschichte
Der Verlag wurde 1869 als Rubin Verlag gegründet. Louis Köhler kaufte den Verlag 1898 und gründete 1900 Louis Köhlers Tegernseer Bauerntheater. Das Theater tourte durch Europa und Amerika und machte dadurch die Stücke des Verlages bekannt. Nach Louis Köhlers Ableben 1909 übernahm Wilhelm Köhler den Verlag seines Vaters. Ab 1931 war der Verlag in der Ungererstraße in München ansässig. 1936 wurde der heutige Verlagsname angenommen. 1938 trat Witwe Ottilie Köhler die Nachfolge ihres verstorbenen Ehemannes an. 1945 begannen die Töchter Marianne und Lilli Köhler im Verlag mitzuarbeiten. 1963 übernahmen sie nach dem Tod ihrer Mutter die Leitung. 1964 und 1982 wurden die Enkelinnen Elke Buckel und Erika Doerfler im Unternehmen tätig. 1989 erhielt der Verlag mit Ludwig Schaffernicht einen Geschäftsführer. Elke Buckel wurde 1992 Mitinhaberin und 1994 begann deren Tochter Natalie Wieland im Verlag mitzuarbeiten. 2011 wurde Natalie Wieland anstelle der 2009 verstorbenen Lilli Köhler Mitinhaberin. Bereits vor dem Tod ihrer Oma Marianne Eyrainer, ehemals Köhler, wurde Natalie Wieland 2014 alleinige Inhaberin. 2015 zog der Verlag nach München-Trudering.